# Герб Обідуша
Ге́рб О́бідуша — офіційний символ містечка Обідуш, Португалія. Використовується як територіальний герб. У червоному щиті золотий замок із трьома баштами, синіми вікнами і брамою, який стоїть на чорній горі, промальованій зеленим. На найвищій центральній башті висить старий португальський щиток із 13 безантами. Обабіч неї два срібних півмісяці, рогами догори. Щит увінчує срібна мурована містечкова корона з чотирма вежами.  Під щитом біла стрічка, на якій великими літерами напис португальською: «vila de Óbidos» (містечко Обідуш).  Офіційно затверджений 4 лютого 1936 року.  Золотий замок уособлює Обідуський замок.

## Галерея

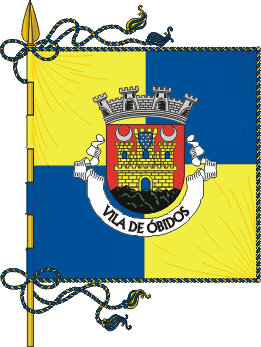
Прапор